# 北海道道1141号長万部公園線
北海道道1141号長万部公園線（ほっかいどうどう1141ごう おしゃまんべこうえんせん）は、北海道山越郡長万部町内を結ぶ一般道道である。

## 概要

### 路線データ
- 起点：北海道山越郡長万部町富野（長万部公園）
- 終点：北海道山越郡長万部町長万部（国道5号交点）
- 総延長：2.689 km
- 実延長：2.676 km
- 重用延長：0.013 km

## 歴史
- 1996年（平成8年）2月29日 - 路線認定[1]。

## 地理

### 通過する自治体
- 渡島総合振興局
  - 山越郡長万部町

### 交差する道路
長万部町
- 道央自動車道 - 富野（接続はしない）
- 国道5号 - 長万部バイパス（終点）

### 沿線
長万部町
- 長万部公園 - 富野
- 長万部公園キャンプ場 - 富野243-21
- 東京理科大学長万部キャンパス - 富野102-1
- セイコーマート長万部センター通店 - 長万部431
- 長万部町立長万部小学校 - 長万部3-5